# Cyclosorus leipoensis
Cyclosorus leipoensis là một loài thực vật có mạch trong họ Thelypteridaceae. Loài này được Ching & H.S. Kung mô tả khoa học đầu tiên năm 1999.